# Dipartimento di Rosario
Rosario è un dipartimento argentino, situato nella parte meridionale della provincia di Santa Fe, con capoluogo Rosario, che è la città più popolosa della provincia, anche se non è la capitale.

## Geografia
Esso confina a nord con il dipartimento di San Justo, a est con quello di Garay e con la provincia di Entre Ríos, a sud con il dipartimento di San Jerónimo e a ovest con quello di Las Colonias.
Secondo il censimento del 2001, su un territorio di 3.055 km², la popolazione ammontava a 630.538 abitanti, con un aumento demografico del 10,75% rispetto al censimento del 1991.

## Geografia antropica

### Suddivisioni amministrative
Il dipartimento è suddiviso in 15 distretti (distritos), con questi municipi (municipios) o comuni (comunas):
- Acebal
- Albarellos
- Álvarez
- Alvear
- Arminda
- Arroyo Seco
- Carmen del Sauce
- Coronel Bogado
- Coronel Rodolfo S. Domínguez
- Fighiera
- Funes
- General Lagos
- Granadero Baigorria
- Ibarlucea
- Pérez
- Piñero
- Pueblo Esther
- Pueblo Muñoz
- Pueblo Uranga
- Rosario
- Soldini
- Villa Amelia
- Villa Gobernador Gálvez
- Zavalla